# Nayemont-les-Fosses
Nayemont-les-Fosses és un municipi francès, situat al departament dels Vosges i a la regió del Gran Est. L'any 2007 tenia 889 habitants.

## Demografia

### Població
El 2007 la població de fet de Nayemont-les-Fosses era de 889 persones. Hi havia 336 famílies, de les quals 60 eren unipersonals (16 homes vivint sols i 44 dones vivint soles), 124 parelles sense fills, 124 parelles amb fills i 28 famílies monoparentals amb fills.
La població ha evolucionat segons el següent gràfic:
Habitants censats

### Habitatges
El 2007 hi havia 392 habitatges, 348 eren l'habitatge principal de la família, 33 eren segones residències i 11 estaven desocupats. 378 eren cases i 14 eren apartaments. Dels 348 habitatges principals, 320 estaven ocupats pels seus propietaris, 21 estaven llogats i ocupats pels llogaters i 7 estaven cedits a títol gratuït; 2 tenien una cambra, 5 en tenien dues, 20 en tenien tres, 80 en tenien quatre i 241 en tenien cinc o més. 318 habitatges disposaven pel capbaix d'una plaça de pàrquing. A 127 habitatges hi havia un automòbil i a 205 n'hi havia dos o més.

### Piràmide de població
La piràmide de població per edats i sexe el 2009 era:
| Homes | Edats   | Dones |
| ----- | ------- | ----- |
| 0     | 95 o +  | 0     |
| 0     | 90 a 94 | 4     |
| 0     | 85 a 89 | 0     |
| 0     | 80 a 84 | 0     |
| 4     | 75 a 79 | 16    |
| 12    | 70 a 74 | 24    |
| 40    | 65 a 69 | 48    |
| 32    | 60 a 64 | 36    |
| 24    | 55 a 59 | 12    |
| 28    | 50 a 54 | 36    |
| 44    | 45 a 49 | 32    |
| 28    | 40 a 44 | 40    |
| 40    | 35 a 39 | 12    |
| 12    | 30 a 34 | 40    |
| 16    | 25 a 29 | 20    |
| 28    | 20 a 24 | 12    |
| 16    | 15 a 19 | 12    |
| 52    | 10 a 14 | 32    |
| 24    | 5 a 9   | 16    |
| 12    | 0 a 4   | 24    |

## Economia
El 2007 la població en edat de treballar era de 529 persones, 396 eren actives i 133 eren inactives. De les 396 persones actives 370 estaven ocupades (192 homes i 178 dones) i 26 estaven aturades (8 homes i 18 dones). De les 133 persones inactives 69 estaven jubilades, 43 estaven estudiant i 21 estaven classificades com a «altres inactius».

### Ingressos
El 2009 a Nayemont-les-Fosses hi havia 362 unitats fiscals que integraven 939,5 persones, la mediana anual d'ingressos fiscals per persona era de 22.816 €.

### Activitats econòmiques
Dels 31 establiments que hi havia el 2007, 1 era d'una empresa extractiva, 1 d'una empresa de fabricació de material elèctric, 3 d'empreses de fabricació d'altres productes industrials, 5 d'empreses de construcció, 5 d'empreses de comerç i reparació d'automòbils, 1 d'una empresa de transport, 2 d'empreses d'informació i comunicació, 2 d'empreses financeres, 3 d'empreses immobiliàries, 6 d'empreses de serveis, 1 d'una entitat de l'administració pública i 1 d'una empresa classificada com a «altres activitats de serveis».
Dels 3 establiments de servei als particulars que hi havia el 2009, 1 era un paleta i 2 guixaires pintors.

## Equipaments sanitaris i escolars
El 2009 hi havia 2 escoles elementals integrades dins de grups escolars amb les comunes properes formant escoles disperses.

## Poblacions més properes
El següent diagrama mostra les poblacions més properes.